# Enzo Giannelli
Enzo Giannelli (Roma, 16 ottobre 1941) è un giornalista, critico musicale e scrittore italiano, nonché operatore culturale nel settore musicale.

## Biografia
A partire dagli anni sessanta si occupa di musica come critico musicale, collaborando con vari quotidiani. Nel 1967 è tra i fondatori del Circolo di Folk e Cultura Luigi Tenco.
Diventa poi anche autore televisivo, lavorando tra i vari programmi a Napoli prima e dopo, in onda su Rai Uno, dal 1983 al 1986.
Nel 1984 pubblica L'uomo che sognava i cavalli, biografia del poeta Sandro Penna (ristampata nel 2007).
Dal 1987 collabora con il mensile Raro!; nel 1990 è chiamato da Gino Castaldo per 
collaborare con il Dizionario della canzone italiana, edito da Armando Curcio.
Dal 2008 collabora con la rivista Musica Leggera.

## Opere
- L'uomo che sognava i cavalli, Armando Curcio Editore, 1984.
- Dizionario della canzone italiana (con altri autori, a cura di Gino Castaldo), Armando Curcio Editore, 1990.
- Renato Carosone. Un genio italiano, Armando Curcio Editore, 2008.
- Edoardo Vianello, il re Mida dell'estate, Armando Curcio Editore, 2009.
- Gli urlatori. Tutti i figli italiani di Elvis, Armando Curcio Editore, 2012.
- Marilyn. Una voce in celluloide, Armando Curcio Editore 2012.
- Nilla ultima regina. La vita e la carriera di Nilla Pizzi, Roma, Sacco, 2019, ISBN 978-8869513671.
- Mr. Swing. Natalino Otto, Roma, Sacco, 2022, ISBN 978-8869514425.